# Усманово (Турумбетовский сельсовет)
Усма́ново (баш. Усман) — деревня в Аургазинском районе Башкортостана, относится к Турумбетовскому сельсовету. Этнохороним и второе название села Усманово — Казбурун.

## История
Деревня была основана на рубеже XVIII—XIX веков башкирами Уршак-Минской волости Стерлитамакского уезда Оренбургской губернии на собственных вотчинных землях. Названа по имени первопоселенца Усмана Ибрагимова — сына основателя рода Ибрагимовых.

## Географическое положение
Расстояние до:
- районного центра (Толбазы): 26 км,
- центра сельсовета (Турумбет): 6 км,
- ближайшей ж/д станции (Давлеканово): 38 км.

## Население
| 2002 | 2009 | 2010 |
| ---- | ---- | ---- |
| 312  | ↗316 | ↘279 |

Национальный состав
Согласно переписи 2002 года, преобладающая национальность — башкиры (100 %).